# 真下正義
真下正義（ました まさよし）は、1997年1月〜3月にフジテレビ系で放送された刑事ドラマ『踊る大捜査線』及びその劇場版の登場人物。そして同ドラマのスピンオフ作品・『交渉人 真下正義』の主人公。演じた俳優はユースケ・サンタマリア。

## プロフィール
- 警視庁湾岸警察署署長・警視正[注釈 1]
- 昭和48年3月12日生まれ。B型[注釈 2]。
- 本籍・東京都。自宅は警察庁官舎。
- 最終学歴・東京大学法学部卒業。
- 特技・パソコン、チャット
- 2005年、柏木雪乃（演・水野美紀）と結婚[注釈 3]

### 経歴
以下、『THE MOVIE3』作中で描かれる湾岸警察署署長就任以外は『踊る大捜査線 THE MOVIE3 ヤツらを解放せよ!PERFECT BOOK』p. 42 による。
| 平成08年 | 03月 | 東京大学法学部卒業                                 |
|          | 04月 | 警察庁入庁（国家公務員 I 種）                      |
|          | 08月 | 警視庁湾岸警察署 研修配置（警部補） 刑事課強行犯係 |
| 平成09年 | 03月 | 警部昇任                                           |
|          | 04月 | 湾岸警察署 刑事課 強行犯係長                       |
| 平成10年 | 10月 | 湾岸警察署 刑事課 課長代理                         |
|          | 11月 | 湾岸警察署 刑事課 強行犯係長                       |
| 平成12年 | 04月 | 湾岸警察署 刑事課 課長代理                         |
| 平成13年 | 09月 | 海外渡航（観光：韓国・ソウル）                     |
|          | 11月 | 警察庁刑事局 刑事企画課 課長補佐（警視）           |
| 平成15年 | 03月 | 警視庁警務部人事第一課付                           |
|          | 04月 | 海外長期研修出張（ロサンゼルス市警）               |
|          | 11月 | 警視庁刑事部捜査第一課                             |
| 平成16年 | 12月 | 警視庁刑事部交渉課準備室課長                       |
| 平成17年 | 04月 | 警視庁刑事部交渉課課長                             |
| 平成22年 | 03月 | 警察庁長官官房付                                   |
| 平成24年 | 03月 | 湾岸警察署署長（警視正）[注釈 1]                   |
|          | 12月 | 湾岸警察署署長（警視正）兼湾岸警察署刑事課統括官   |

## 人物
テレビシリーズ開始時には湾岸署刑事課強行犯係に研修配置されている警部補として登場。「5年後ここの副署長」と呼ばれている。愛すべきヘタレ。父は湾岸警察署の管轄する警視庁第一方面本部長（警視長、テレビシリーズ当時。『THE MOVIE2』での真下のセリフから2003年時点では警察庁勤務と思われる）。最初から青島よりも階級は上、さらにノンキャリアに対するキャリアであるというだけでなく「東大法学部卒業の上、父親が現職の警察幹部」という踊る大捜査線シリーズに登場する数多くのキャリアの中でも最も恵まれた立場にあるにもかかわらず、キャリアらしからぬ腰の低さと年下であることから、青島に対しても「先輩」、「真下くん」と呼び合い、「腰が痛い」が口癖の和久の腰をもんでいたり、アニメやPCの扱いにも精通したりするなど、とてもキャリアとは思えない行動をとる。当初はひたすらキャリアアップだけを目指す典型的なお坊ちゃまであり、殺人事件が起こった時に珍しく自分から「何かしたほうがいいでしょうか」と言い出しても和久に「お坊ちゃんは受験勉強してなさい」といわれるなど、周囲からは青二才な頼りない刑事という印象でしか見られていなかったが、青島と行動をともにするうちに一人前の刑事に成長していく。テレビシリーズ第7話では取り調べの決定権を手に入れるために父親の力を使って逮捕状を申請する。湾岸署在職中（テレビシリーズ第10話）、安西昭次（演：保坂尚輝）に拳銃で撃たれ重傷を負うが、その後テレビシリーズ最終話のラストで無事に職場復帰。その時点で湾岸署を離れるはずであったが柏木雪乃と一緒にいたいということで（表向きは怪我の影響による体調のことを考えてという理由で）湾岸署に居続ける。
その後も本庁に異動することなく『歳末特別警戒スペシャル』では強行犯係の係長になり（そのあおりで強行犯係の係長だった魚住は係長代理に降格）、『秋の犯罪撲滅スペシャル』では刑事課の課長代理にまでなったが、相良純子を移送中に逃がしたことの責任を問われて係長に降格した。劇中では東大の先輩である新城から「本部からの捜査研修員」という名目で処分を見送られるなど多少優遇されている場面があった。
メカマニアであり趣味（そして特技）はパソコン。テレビシリーズ第5話では警視庁刑事部捜査第一課のサーバーに侵入して情報収集をするほどの腕前を見せた。『交渉人 真下正義』では愛用のThinkPad X40に「DEF CON」や「Black Hat」などハッカー団体のステッカーが貼られていた。ただし神田署長にパソコンを教えることになったときは神田署長のあまりのパソコン音痴ぶりに挫折してしまう。自身で運営する『真下正義のThe DRAGNET』というウェブページ（捜査や警察の内情を綴った内容）を昔から持っていて、銃撃され危篤に陥った際には掲示板に励ましのメッセージが山ほど届いていた。なおTVシリーズでクリスチャンだと告白している。
意外とミーハーな一面があり、『歳末特別警戒スペシャル』では自身の要請で出動したSATの写真を撮影しようと躍起になっていた。なお、この事件中盤に「鍵をかける」という口実で占拠された刑事課から自分独りだけ逃げ出しており、その事が原因で一時期柏木雪乃に嫌われてしまった。また、テレビシリーズ第9話では湾岸署内で青島が刺された際に場所が署内であるにもかかわらず「誰か110番!!!」と叫ぶという面も見せた。『踊る大ソウル線』においてもチャットにてナンパをした場面がありここでも雪乃を呆れさせている。また、意外にも包丁さばきが上手い。
『THE MOVIE』では雪乃と協力して猟奇殺人犯のあぶりだしに成功している。『踊る大ソウル線』のあと警視庁に異動。その後程なくしてアメリカ・ロサンゼルス市警でクライシス・ネゴシエーションの研修を受け、『THE MOVIE2』の時点で帰国し直ちに湾岸署に向かい「警視庁初の交渉人」として活躍。ネゴシエーターとして受付がコロコロと変わる奇妙な組織と対決して正体を導き出した。沖田解任後は袴田と共に現場に向かい、雪乃の保護と共に犯人逮捕に貢献した。しかし、この時調子に乗ってマスコミに対していろいろ喋ったことが自称「弾丸ライナー」に目を付けられる原因になり、『交渉人 真下正義』の事件に繋がってしまう。また『THE　MOVIE2』のラストでも雪乃に「結婚しよう」とプロポーズしているが、「なんで得意の交渉術使わないんですか」と却下され、部屋から出て交渉術を使うかと思いきや今度は「子供を作ろう」と良くない一言を言ったことにより、1年間プロポーズできずにいた。
その後室井の進言により警視庁刑事部内に交渉課準備室が設置され、同課の課長に就任した。この頃（『逃亡者 木島丈一郎』や『交渉人 真下正義』の時点）になると捜査面での手腕は確かなものになるが、私生活では雪乃に対しては習得した交渉術が全く役に立たず（というより使うことが出来ず）、そのために部下から交渉課準備室の先行きを不安に思われるなど、相変わらずヘタレのままであるが、『交渉人 真下正義』では以前その登場に大はしゃぎしたSATを指揮して高度な技術を持ったクラッカーを追い詰めるなど確かな指揮能力を示している。
『THE MOVIE3』では新湾岸署の新署長予定者として署内を徘徊し、部下となる署員達の名簿をチェックしていた。しかし、新署長就任は物語終盤の新湾岸署開署式まで明かされず、女性署員に声をかけて自ら監修・出演したCSドラマ「THE 交渉マン」のDVDを配るという行動は署員達を不審がらせていた。物語中盤では「THE 交渉マン」でネゴシエーターとしての本物の交渉術のいろはをすべて晒してしまったことが問題視され、その責任で交渉課から外されていたことが発覚する。一方で、小池の交渉にアドバイスする場面もあった。
柏木雪乃に長年片想いしており、『THE MOVIE2』では雪乃の写真を常に持ち歩いていた（『交渉人 真下正義』のプレミアム・エディションでは、特殊仕様のケースがこの時真下が雪乃の写真を入れて持ち歩いていたフォトスタンドを模したものになっている）ことから、すみれからストーカー呼ばわりされていたが、クライシス・ネゴシエーションの研修を秘密裏に受けていたため真下が雪乃に連絡を取れなかった時、雪乃もそのことを気にかけているなど、彼女自身もまんざらでは無い様子を見せている。その後紆余曲折を経て『交渉人 真下正義』のラストでプロポーズし、婚約。『容疑者 室井慎次』では柏木雪乃との結婚式が来月あることが明らかにされる。『THE MOVIE3』における開署式の新署長挨拶では、雪乃との間に二児をもうけていることにも触れていた。
『THE LAST TV』で署長に昇進した後も、青島やすみれから後輩扱いされてる面が見られ魚住が彼らに注意することもあった。また、魚住と中西と組み、神田らスリーアミーゴスと派閥争いを繰り広げた。
『THE FINAL』では、湾岸署管内にて国際環境サミット開催に伴い、刑事課統括官を兼任する。また本作から6年前に正式部署に昇進した交渉課の課長だった頃、鳥飼の姉と姪が巻き込まれた誘拐事件を担当した際、当時警察庁次長だった池神から命令され交渉打ち切りを小池に指示したことで最悪の結末を迎えてしまい、以来小池に不信感を持たれていたことが発覚。この誘拐事件の再現演出と復讐により久瀬智則に息子・真下勇気を誘拐されてしまう。だが、事件は事後処理を命じられながら陣頭指揮に復帰した室井の的確な指揮と青島が和久から受け継いだ「犯人の心理に立ち、随所で勘を働かせる」捜査、和久伸次郎が伯父から受け継いだ天性の勘、帰郷の途についたはずのすみれの「援護」など、同僚たちの活躍により久瀬を出し抜いて勇気を保護し一件落着となった。事件解決後は久しぶりに「青島先輩」と呼び、青島にお礼を言った。
真下は主要キャラクターの中で唯一タイトルバック内で長らくクレジットされた事がなかったが、『THE LAST TV』で初めてクレジットされた。

## 真下の役職と実際の警察制度の違い
- TVシリーズの際、入庁2年目だった真下はまだ警部補であった。しかし、キャリア組の警察官僚は入庁2年目には自動的に警部に昇任し、警察庁本庁に配属される（しかしこの点は、研修配置であったとして、のちに設定変更が行われた）。またキャリア組の所轄署での研修配置は入庁1年目のみである。
- TVシリーズでの真下はひたすら昇任試験のための勉強をしているが、現実のキャリア組は昇任試験がない（これについては、脚本を手がけた君塚良一が、承知の上で設定を行った。君塚曰く「あたかもリアリティ」）。
- 『THE MOVIE2』では「警視庁初（＝日本初）の交渉人」とされているが、実際には交渉人がいないわけではない。警視庁刑事部では1964年に捜査第一課に人質事件担当の特殊犯捜査係が創設されたが、創設当初から特殊犯捜査係の主任（警部補）は事実上の交渉人として被疑者の説得（交渉）を担当していた。
- 『交渉人 真下正義』では、警視庁刑事部に交渉人だけで構成された交渉課なる課が新設されているが、実際にはこのような課が創設されることはありえない。交渉人とは、原則として誘拐事件・人質立てこもり事件に専従するので、刑事部捜査第一課の特殊犯捜査係に所属するものである。各国の捜査機関でも、交渉人は誘拐事件・人質立てこもり事件担当の捜査部隊に所属している。ただしFBIの中には各捜査機関に属する交渉人たちを指導する（事件に際して実際に各捜査機関へ派遣され捜査をサポートする場合もある）部署として、特に熟練した交渉人たちで構成されるCrisis Negotiation Unit（通称CNU）が、Tactical Operations Section内にHRTやSWATと併設される形で存在する[1]。
- そもそも、真下のようなキャリア組が、交渉人など特殊性・専門性の高い事件捜査のプロとしての経験を積むことはない。キャリア組は警察行政をつかさどる官僚としての能力が求められるので、原則として個別の事件捜査に深く関わるということはない。そのため、キャリア組は警視庁・道府県警察本部では部長・課長といった総指揮官的なポストしか経験しない。

## 参考資料
人物設定などを収録した公式出版物
- 踊る大捜査線 湾岸警察署事件簿 （キネマ旬報社キネ旬ムック 1998年10月31日）ISBN 4-87376-505-6
- 踊る大捜査線THE MOVIE シナリオガイドブック（キネマ旬報社キネ旬ムック 1999年4月17日）ISBN 4873765129
- 踊る大捜査線THE MOVIE 2レインボーブリッジを封鎖せよ!シナリオガイドブック（キネマ旬報社キネ旬ムック 2003年9月16日）ISBN 4873766028
- 踊る大捜査線研究ファイル（扶桑社文庫　フジテレビ出版、2003年5月30日） ISBN 4594039898
- 踊る大捜査線THE MOVIE 2レインボーブリッジを封鎖せよ!完全調書　お台場連続多発事件特別捜査本部報告書 （角川書店 2003年7月） ISBN 4-04-853645-1

実際の警察制度の参考資料とした公式出版物
- 毛利文彦『警視庁捜査一課特殊班』（角川書店）
- 久保正行『君は一流の刑事になれ』（東京法令出版）